# Aeroclub Argentino
Aeroclub Argentino är en flygplats i Argentina. Den ligger i San Justo provinsen Buenos Aires, i den centrala delen av landet, 24 kilometer sydväst om huvudstaden Buenos Aires. Aeroclub Argentino ligger 17 meter över havet.
Terrängen runt Aeroclub Argentino är mycket platt. Runt Aeroclub Argentino är det mycket tätbefolkat, med 2 181 invånare per kvadratkilometer.. Närmaste större samhälle är Isidro Casanova, 3,7 kilometer norr om Aeroclub Argentino.
Runt Aeroclub Argentino är det i huvudsak tätbebyggt.